# Mikuláš V.
Mikuláš V., rodným jménem Tommaso Parentucelli (15. listopad 1397 Sarzana – 24. březen 1455 Řím), byl od roku 1447 až do své smrti papežem katolické církve (1447–1455). Papežské jméno „Mikuláš “ si zvolil na počest svého učitele a benefaktora bl. Mikuláše Albergatiho.

## Život
Během svého pontifikátu pozoroval dobytí Konstantinopole Osmanskou říší. Pokusil se tomu zabránit vyhlášením křížové výpravy, ale neuspěl.
Přispěl k rezignaci vzdoropapeže Felixe V. roku 1449, čímž ukončil poslední velké papežské schizma. A následné poté došlo k rozpuštění Basilejského koncilu.
Jako klíčová postava renesance se také snažil učinit z Říma centrum umění a literatury. V Římě nechal posílit opevnění, obnovil akvadukty a přestavěl mnoho kostelů. Rovněž za jeho papežského působení vznikly první návrhy na pozdější Baziliku svatého Petra.
V roce 1448 založil Vatikánskou knihovnu a také uzavřel tzv. vídeňský konkordát, který byl právním rámcem vztahů Apoštolského stolce se Svatou říší římskou až do jejího zániku.
Papežská kancelář v této době začíná psát všechna breve a další písemnosti humanistickou polokurzívou (tehdy zvanou lettera dei brevi)
a má tak velký vliv na pozdějším rozšíření tohoto typu písma.

## BulyDum DiversasaRomanus Pontifex
V roce 1452 vydal papež Mikuláš V. bulu Dum Diversas a později v roce 1455 bulu Romanus Pontifex. Obě buly potvrzovaly portugalské nároky na země, které objeví, a také potvrzovaly, že Evropané mohou zotročit všechny Saracény a pohany, kteří se v těch zemích vyskytují. Papež František uvedl v roce 2023 bulu Dum Diversas jako příklad papežského dokumentu, který nelze ve stávající podobě opakovat, protože byl kulturně podmíněn a toleroval otroctví.